# 1261
1261 (MCCLXI) var ett normalår som började en lördag i den julianska kalendern.

## Händelser

### Juli
- 25 juli – Konstantinopel återerövras och det latinska kejsardömet störtas av Mikael VIII Palaiologos.

### Augusti
- 29 augusti – Sedan Alexander IV har avlidit den 25 maj väljs Jacques Pantaléon till påve och tar namnet Urban IV.[1]

### Okänt datum
- Birger jarl gifter sig med den danska änkedrottningen Mechtild av Holstein.
- Danmark utkämpar ett litet krig om äganderätten till Schleswig. Då Birger jarl har en flotta i sjön detta år är det möjligt, att han deltar i kriget, men det är inte säkert.
- Grönland erkänner den norske kungen Håkon Håkonsson som härskare.

## Födda
- 28 februari – Margareta av Skottland, drottning av Norge 1281–1283, gift med Erik Prästhatare.

## Avlidna
- 25 maj – Alexander IV, född Rinaldo Conti, påve sedan 1254.
- Bettisia Gozzadini, professor i juridik vid Bologna universitet.